# هری آزبورن
هری آزبورن (نام کامل: هارولد تئوپولیس آزبورن) یک شخصیت تخیلی در جهان مارول کامیکس است. این شخصیت توسط استن لی و استیو دیتکو خلق شده‌است. هری آزبورن نخست در شمارهٔ ۳۱ از مجموعه کمیک مرد عنکبوتی شگفت‌انگیز در (دسامبر ۱۹۶۵)، حضور پیدا کرد. وی بهترین دوست پیتر پارکر، پسر نورمن آزبورن، پدر نورمی آزبورن و استنلی آزبورن و همچنین دومین تجسم از گرین گابلین است.

## زندگینامه ساختگی شخصیت
هری پسر نورمن آزبورن، کارخانه‌دار ثروتمند و مالک ستمگر صنایع آزبورن، یک شرکت پیشرو در زمینه تولید مواد شیمیایی واقع در شهر نیویورک و امیلی لیمان بود. شرایط زایش هری، باعث تضعیف مادرش امیلی می‌شود، و او پس از دست و پنجه نرم کردن با یک بیماری طولانی مدت جان خود را از دست داد. نورمن با دلی شکسته تبدیل به پدری عاری از هرگونه احساسات و بی‌عاطفه شد؛ او یا به شکلی اهانت آمیز هری را نادیده می‌گرفت یا با خشونت او را مورد انتقاد قرار می‌داد. در نتیجه هری بیشتر عمر خود را صرف تلاش برای تأیید و تصویب پدرش کرد. هری اغلب اوقات احساس می‌کرد که سبب شرمساری پدرش است. او پس از فارغ‌التحصیلی از مقطع آموزش متوسطه همراه با دوستش گوئن استیسی وارد دانشگاه امپایر استِیت شد. هری با وجود شخصیت درونگرا و منزوی که داشت، در میان ثروتمندترین دانش‌آموزان مدرسه قرار داشت، و همچنین به زودی به یکی از محبوب‌ترین آن‌ها نیز تبدیل گشت. آن‌ها به سرعت با یکی از همکلاسی‌هایشان به نام فلش تامپسون دوست شدند. فلش یک ستاره فوتبال بود و سعی کرد پیتر پارکر را با گوئن و هری آشنا کند. اما در آن زمان پیتر نگران عمه مِی بود که به‌وسیلهٔ خون هسته‌ای او مسموم شده بود، در نتیجه نتوانست به درخواست فلش برای معرفی به دوستانش پاسخ دهد. گوئن، هری و فلش در آن هنگام نتوانستند رفتار به ظاهر «مغرورانه» پیتر را نسبت به خود درک کنند و همین مسئله موجب شد تا در ابتدا این گروه از پیتز بیزار شوند. با وجود این شروع دشوار، هری و پیتر با یکدیگر دوست شدند و در نهایت در یک آپارتمان هم‌اتاقی شدند.

## توانایی‌ها و قدرت‌ها
برای سال‌ها هری فاقد هرگونه توانایی ابرانسانی بود. اما پس از اینکه در معرض فرمول پدرش قرار گرفت، تبدیل به دومین تجسم از شخصیت گرین گابلین گردید، که به سبب آن بسیار قوی‌تر، چابکتر و حیله‌گر شد. هری همچنین از سلاح‌ها و تجهیزات مختلفی استفاده می‌کرد که توسط گابلین اولیه طراحی شده بود. او به نارنجک‌های مختلف آتش‌افروز مجهز بود که به شکل کدوی هالووین کوچک و مینیاتوری ساخته شده بود. هر یک از این نارنجک‌های آتش‌زا تقریباً بدون هرگونه صدایی مشتعل می‌شدند و به اندازه‌ای گرما داشتند که برای ذوب نمودن ورق فولاد به ضخامت سه اینچ کافی بودند. او همچنین با خود انواع بمب‌های دودی و گازی حمل می‌کند. به عنوان گرین گابلین، هری توسط وسیله‌ای به نام «گابلین گلایدر» در هوا پرواز می‌کند، که به‌دست پدرش طراحی شده‌است. این وسیله قابلیت مانور بالایی دارد و قادر است با سرعتی برابر با ۹۰ مایل بر ساعت حرکت کند. گلایدر همچنین توانایی پشتیبانی از وزنی معادل با ۴۰۰ پوند را دارد؛ که شامل وزن خود گابلین در هوا هم می‌شود.

## در رسانه‌ها
این شخصیت در کارتون‌ها و بازی‌های ویدئویی اسپایدرمن حضور داشته‌است. جیمز فرانکو، نقش هری آزبورن را در فیلم‌های سینمایی مرد عنکبوتی، مرد عنکبوتی ۲ و مرد عنکبوتی ۳، و دین دی‌هان در مرد عنکبوتی شگفت‌انگیز ۲ (۲۰۱۴) ایفا کرده‌است. 

جیمز فرانکو در نقش گابلین جدید/هری آزبورن در فیلم مرد عنکبوتی ۳